# Кузьминовка (Татарстан)
Кузьминовка — село в Лениногорском районе Республики Татарстан.
Село основано в 1815 году. XIX века. Население — эрзяне и чуваши. До революции 1917 года имелась миссионерская школа. Своей церкви не было. Советская власть установлена в феврале 1918 г. В годы гражданской войны село неоднократно переходило из рук в руки. Колхоз «Средний Ключ» образован в начале 1930-х годов.
В 1941 году были открыты краткосрочные курсы женщин трактористок.
В 1947 году в селе на реке Кувак запустили первую в районе электростанцию.
В 1950 году колхоз «Средний Ключ» вместе с колхозами «Алмаз» (Федотовка), «Яшь коч» (Сарабиккуловский Тукмак) объединили в колхоз им. Ленина.
В настоящее время население занято полеводством и молочным животноводством.

## Население
В 1989 году проживало 204 человек, в 1997 году — 165 человек (чувашей — 67 %, эрзян 27 % от общего числа населения).
| 2012 |
| ---- |
| 129  |